# Драгош (Битољ)
Лажец (мкд. Лажец) је насеље у Северној Македонији, у јужном делу државе. Лажец припада општини Битољ.

## Географија
Насеље Драгош је смештено у крајње јужном делу Северне Македоније, близу државне границе са Грчком (0,5 km јужно од насеља). Од најближег већег града, Битоља, насеље је удаљено 18 km јужно.
Драгош се налази у југозападном делу Пелагоније, највеће висоравни Северне Македоније. Насељски атар је равничарски на истоку, док у западном делу издиже планина Баба. Надморска висина насеља је приближно 680 метара.
Клима у насељу је умереноконтинентална.

## Становништво
Драгош је према последњем попису из 2021. године имао 10 становника.
| Национални састав према попису из 2021.‍ | Национални састав према попису из 2021.‍ | Национални састав према попису из 2021.‍ | Национални састав према попису из 2021.‍ | Национални састав према попису из 2021.‍ |
| --------------------------------------- | --------------------------------------- | --------------------------------------- | --------------------------------------- | --------------------------------------- |
|                                         |                                         |                                         |                                         |                                         |
| Македонци                               | Македонци                               |                                         | 9                                       | 90%                                     |
| непописани                              | непописани                              |                                         | 1                                       | 10%                                     |

Већинска вероисповест је православље.